# Primera División 1912 (FAF)
La Primera División 1912, organizzata dalla Federación Argentina de Football, fu vinta dal Quilmes.

## Classifica finale
| Pos. | Squadra                     | Pt | G  | V | N | P  | GF | GS | DR  |
| ---- | --------------------------- | -- | -- | - | - | -- | -- | -- | --- |
| 1.   | Indepediente                | 20 | 14 | 9 | 2 | 3  | 33 | 12 | +21 |
| 1.   | Quilmes                     | 20 | 14 | 8 | 4 | 2  | 24 | 10 | +14 |
| 3.   | Estudiantes (BA)            | 19 | 14 | 8 | 3 | 3  | 23 | 14 | +9  |
| 4.   | Gimnasia (BA)               | 18 | 14 | 7 | 4 | 3  | 26 | 18 | +8  |
| 5.   | Argentino de Quilmes        | 17 | 14 | 7 | 3 | 4  | 34 | 27 | +7  |
| 6.   | Atlanta                     | 12 | 14 | 6 | 0 | 8  | 24 | 28 | -4  |
| 7.   | Kimberley (BA)              | 6  | 14 | 2 | 2 | 10 | 17 | 48 | -31 |
| 8.   | Sociedad Sportiva Argentina | 0  | 14 | 0 | 0 | 14 | 6  | 30 | -24 |

### Spareggio
| Arbitro: | Aertz |

| |            | |
| J. Rithner 40’ (rig.)                                                                                               | Marcatori  | 2’ Lloveras |
| J. Rithner P Viboud D González D Abadía C P. Rithner C Berisso C Genoud A Piaggio A Galup Lanús A Márquez A Ramos A | Formazioni | · P Peterson D Idiarte 87’ D Calneggia C Deluchi C Sande 87’ C Lanata A Canaveri A Lloveras A Rodríguez · A Colla 87’ A Roldán |

La partita venne sospesa all'87° per l'abbandono di alcuni giocatori dell'Independiente. Venne assegnata la vittoria a tavolino al Quilmes che vinse così il suo primo campionato.

## Classifica marcatori[1]
| Gol |  |  | Giocatore     | Squadra       |
| --- |  |  | ------------- | ------------- |
| 12  |  |  | Enrique Colla | Independiente |